# Baissea major
Baissea major là một loài thực vật có hoa trong họ La bố ma. Loài này được (Stapf) Hiern mô tả khoa học đầu tiên năm 1898.